# Sīkrags
Sīkrags (livisk: Sīkrõg) er en lettisk landsby i med 10 indbyggere i Kolkas pagasts, Dundagas novads ved Irbestrædets kyst. Landsbyen er opstået ved floden Ķikans udmunding, 26 kilometer fra pagastens hovedby Kolka, 20 kilometer fra novadens hovedby Dundaga og 171 kilometer fra Riga.
Sīkrags er én af de ældste liviske bopladser ved Kurlands kyststrækning, og nævnes i dokumenter som landsby allerede 1387. I det 17. århundrede, da landsbyen tilhørte godsejer Maidell fra Dundaga, udvikledes Sīkrags til én af de vigtigste småhavne i det nordlige Kurland. I slutningen af århundredet fandtes store lagerhuse samt et sømandshotel. Sīkrags som havneby ophørte i det 18. århundrede på grund af Store Nordiske Krig og Hertugdømmet Kurland og Semgallens politiske sammenbrud.
Sīkrags er et statsligt anerkendt bymæssigt mindesmærke. I landsbyens vestlige udkant står Sīkraga fyr.